# Indústria sedera de València
La indústria sedera de València ha estat des del segle xiv al XVIII la més puixant de la ciutat. En el XIV hi havia seders locals o velluters, majoritàriament jueus, i més tard conversos, agrupats el 1465 en la confraria de la Mare de Déu de la Misericòrdia, sota l'advocació de la qual està la capella de la Llotja de la Seda construïda entre 1484 i 1486. No és debades que el principal monument de la ciutat, la Llotja de la Seda, reba aquest nom, que mostra la puixança d'aquesta indústria des del segle xiv fins al XVIII.
Les primeres ordenances sobre el gremi de velluters valencians foren redactades davant el notari Bernat Sant Feliu per 56 mestres del gremi a la casa del genovès Lazzaro Negro el 1477. Més endavant les autoritats municipals les aprovaren i finalment el rei Ferran II d'Aragó les confirmà amb un privilegi reial datat a València el 13 d'octubre de 1479. El desenvolupament de la tal indústria arribà al punt de motivar la construcció de la Llotja de la Seda, iniciada el 7 de novembre de 1482.
Durant el darrer quart del segle xv es produí el veritable auge del sector de la seda amb l'establiment de nombrosos artesans genovesos que introduïren les tècniques de la fabricació de velluts i d'altres teles de gran qualitat com ara setins, domassos i brocats. Aquest auge es traduí en els 293 mestres seders censats a València el 1487, segons Furió. A la darreria del segle xv podien haver-hi uns 1.200 telers, segons el mateix autor.
Els artesans de la seda rebien el nom de velluters a la ciutat de València, i per això el barri del Pilar, on s'instal·laren principalment, també és conegut com de Velluters. La manufactura de la seda fou la principal i quasi única activitat que es desenvolupà al barri des de la seua construcció (segle xiv) fins a la crisi de la indústria sedera de València (s. XVIII-XIX), de què parlarem més avall.
El 1578, el valencià Miquel Magraner rebé una subvenció del Gran i General Consell per instal·lar-se a Mallorca a exercir l'ofici i ensenyar l'art de la torcedura de la seda.
Després d'un període de decadència durant el XVI i el XVII, a final d'aquest segon segle la indústria sedera valenciana ressorgí amb força. Artesans i comerciants, especialment francesos, s'hi sentiren atrets i vingueren a la ciutat, on introduïren tècniques de mecanització de la producció sedera (1687), que els velluters locals adoptaren. S'obriren nous mercats, a banda del tradicional mediterrani, com ara el nord-europeu i l'americà. Segons Furió tan important era llavors la seda en les transaccions comercials que la Llotja de València, que fins aquell moment s'havia anomenat «de Mercaders», passà a ser coneguda com «de la Seda».
Amb l'arribada de la monarquia borbònica, entraren les modes d'inspiració francesa. Les sedes valencianes inundaren els mercats espanyol i americà. El 1721-23 hi havia més de 900 telers i 60 torns. El 1753 s'instal·là a València una Reial Fàbrica, al costat del Convent del Carme, amb 150 mestres i vora 400 telers.
La segona meitat del XVIII fou el moment de màxima esplendor. Segons fonts de l'època, la seda donava treball de forma directa o indirecta a més de 25.000 persones i més de 3.000 telers. A banda de conformar la fisonomia de tot un barri, el de Velluters, va influir en bona part en el paisatge de l'horta, els seus camins vorejats de moreres i les seues alqueries d'altes andanes per a la cria del cuc. El Col·legi de l'Art Major de la Seda era l'encarregat de regular una professió, la de velluter, cada vegada més apartada del marc gremial i més pròxima a la proletarització. Donades les deficiències de les instal·lacions portuàries, la producció es trametia per terra a Cadis, des del port de la qual era redistribuïda, de manera que tenia especial acollida al mercat americà.
Tanmateix, a partir de 1790 començà la decadència de la indústria sedera valentina per deficiències estructurals i falta de modernització.